# Novel (Alta Saboia)
Novel é uma comuna francesa na região administrativa de Auvérnia-Ródano-Alpes, no departamento da Alta Saboia. Estende-se por uma área de 9.75 km². Em 2010 a comuna tinha 51 habitantes (densidade: 5,2 hab./km²).